# Siège de Zara (1813)
Guerres napoléoniennes
Batailles
- Lissa
- Pelagosa
- Pirano
- Zara
- Cattaro
- Raguse

Le siège de Zara, aussi connu sous le nom de blocus de Zara, se déroule du 22 novembre au 5 décembre 1813 à Zadar, dans l'actuelle Croatie. Dans le cadre de la troisième campagne de Dalmatie entre Français et Coalisés, une force anglo-autrichienne sous le commandement du capitaine George Cadogan, du HMS Havannah, assiège et bombarde la ville occupée par une garnison française aux ordres du général Claude Roize. La place capitule deux semaines plus tard.

## Contexte
Le traité de Schönbrunn, signé avec l'Autriche en 1809, a permis à la France de consolider son influence dans l'Adriatique en faisant reconnaître sa domination sur les territoires de la côte est et particulièrement les provinces illyriennes. Avec la victoire britannique de Lissa en mars 1811, la Royal Navy parvient cependant à affirmer sa supériorité sur la flotte française et à s'assurer le contrôle de l'Adriatique. En août 1813, l'Autriche déclare la guerre à la France. Les armées de l'empereur François Ier envahissent alors les provinces illyriennes et le nord de l'Italie tandis que les vaisseaux du contre-amiral Thomas Fremantle capturent méthodiquement les ports sous contrôle français grâce à des contingents anglo-autrichiens embarqués. 
En novembre 1813, l'escadre de Fremantle, qui vient d'obtenir la reddition de Trieste, est rejointe par le HMS Havannah du capitaine George Cadogan. Ce navire se voit confier la prise du port de Zadar avec l'aide du brick Weazel. La ville de Zadar est dotée de solides fortifications et d'une artillerie de 110 canons classiques auxquels s'ajoutent sept mortiers et onze obusiers. La garnison est au nombre de 2 000 hommes, Croates pour près de la moitié d'entre eux, et est commandée par un général français expérimenté en la personne du baron Claude Roize.

## Déroulement du siège
Lorsque les troupes anglo-autrichiennes arrivent devant la ville le 22 novembre, elles découvrent que la forteresse est bien ravitaillée et prête à soutenir un long siège. Cadogan décide donc d'en faire le blocus en vue d'une attaque en règle. Il ordonne d'utiliser les canons des navires pour établir des batteries sur la côte et affecte à leur service des marins de la flotte ainsi que des membres du Royal Marines. Ces troupes doivent combiner leurs efforts avec les 1 500 hommes du corps expéditionnaire autrichien, Croates pour la plupart, sous le commandement du baron Franjo Ksaver Tomašić, lequel dispose également de deux obusiers. Le lieutenant William Hamley, avec soixante hommes, est chargé d'édifier les emplacements pour les batteries. Deux caronades de 32 livres, huit canons de 18 livres et sept canons de 12 livres, avec la poudre et les munitions nécessaires, sont débarqués du Havannah et du Weazel puis transportés de nuit sur des traîneaux à travers les marécages et les fossés jusqu'aux emplacements des batteries. Le bombardement commence le 23 novembre sous une pluie diluvienne.
Douze canonnières, chacune armée d'un canon de 24 livres et d'une pièce de calibre inférieur, sont amarrées sous les murs de la ville et les Français les utilisent pour tirer sur les installations anglo-autrichiennes, qui doivent être continuellement réparées avec des sacs de sable. Le 1er décembre, un canon de 18 livres et les caronades débarqués par les assiégeants ripostent et les canonnières françaises sont rapidement envoyées par le fond. À la même période, une mutinerie éclate au sein des bataillons croates de la garnison. Le général Roize parvient à rétablir l'ordre mais les soldats croates s'échappent de la forteresse pour se rendre d'eux-mêmes aux troupes anglo-autrichiennes. Cette désertion massive prive Roize des deux tiers de ses effectifs et ne lui laisse que 800 hommes pour continuer à défendre la ville. Le 6 décembre, après treize jours de bombardement ininterrompu, et alors que les batteries des assiégeants arrivent à court de munitions, Roize décide de capituler.

## Bilan et conséquences
Cadogan et Tomašić transmettent au général Roize les termes de la capitulation : la garnison française est autorisée à rentrer en Italie avec interdiction de reprendre les armes contre ses adversaires, sauf en cas d'échange. Sitôt les conditions acceptées, les Français quittent la ville et se mettent en marche vers l'Italie tandis que les Britanniques et les Autrichiens prennent possession de Zadar. Au total, les Alliés capturent 350 hommes, 110 canons et 18 obusiers ainsi que 100 pièces d'artillerie démontées et douze canonnières récupérables. Alors que ses hommes s'apprêtent à repartir pour Trieste, Cadogan reçoit l'ordre de remettre tout le butin et les prises de guerre à l'armée autrichienne, privant les équipages du Havannah et du Weazel de quelque 300 000 livres en argent. L'empereur d'Autriche François Ier n'en décore pas moins le lieutenant William Hamley de l'ordre impérial de Léopold pour services rendus au cours du siège de Zadar.